# Sugako Hashida
Sugako Hashida (橋田 寿賀子, Hashida Sugako) nascuda Sugako Iwasaki (岩崎 壽賀子, Iwasaki Sugako) (Keijō (província de Chōsen, quan l'Ocupació japonesa de Corea, antigament part de l'Imperi Japonès, avui Corea del Sud, 10 de maig de 1925 - Atami, 4 d'abril de 2021), va ser una assagista i escriptora japonesa per la televisió.

## Biografia
Sugako Hashida va néixer a Keijō (Seül) i més tard va seguir la seva mare que va tornar a França. Va estudiar literatura japonesa amb Kan Kikuchi al Nihon Joshi Daigaku de Tòquio. Després del tancament del col·legi durant la guerra del Pacífic, va treballar per a la Marina Imperial Japonesa.
Quan va acabar la guerra, va reprendre els estudis a la Universitat de Waseda i després va treballar al departament de guions de la productora cinematogràfica Shōchiku. Quan els estudis van tancar, va perdre la feina el 1960 i va viure els cinc anys següents com a dramaturga i escriptora independent de contes per a revistes femenines.
El 1965 es va casar amb Hiroshi Iwasaki, llavors productor de TBS. Va ser en aquest canal on es va emetre Ai to Shi o Mitsumete el 1973, el seu primer drama d’èxit. Pel·lícules com Tonari no Shibafu (1976-77), Fūfu (1979) i la popular sèrie japonesa Oshin van seguir a la NHK. TBS emet les sèries Michi (1980), Onnatachi no Chuushingura (1981) i Dakazoku (1983).
A més de diversos premis televisius, Hashida va rebre el premi Kan-Kikuchi el 1984.
El 2015 va ser escollida persona de mèrit cultural.